# Marcin Kuźmiński
Marcin Kuźmiński (ur. 13 sierpnia 1964 w Krakowie, zm. 13 lipca 2016 w Chorwacji) – polski aktor teatralny i filmowy.

## Życiorys
W 1989 ukończył studia na PWST w Krakowie. W latach 1989–1992 występował w Teatrze im. Stefana Jaracza w Łodzi. Następnie związany był z Teatrem Słowackiego w Krakowie. Miał w dorobku również role w filmach: Cud w Krakowie, Czerwony pająk, Męskie sprawy, Śmierć jak kromka chleba, Wenecja, Zakochany Anioł. Występował także w serialach: Barwy szczęścia, Aż po sufit!, Czas honoru, Julia, Prawo Agaty, Przepis na życie, Chichot losu, Plebania, Pierwsza miłość, Trzeci oficer, Ekipa czy Hotel 52.
Zmarł niespodziewanie w czasie pobytu na urlopie w Chorwacji.